# Алберт, Франтишек
Фра́нтишек А́лберт (чеш. František Albert, 29 апреля 1856, Жамберк — 22 июля 1923, Потштейн) — чешский писатель и хирург, доктор медицинских наук.

## Биография
Франтишек Алберт родился в семье часовщика в Жамберке. Из нескольких его братьев и сестёр стали известными Эдуард Алберт (1841—1900), врач и писатель, Тереза Сватова (1858—1940), писательница, и Катержина Томова (1861—1952), известная представительница жамберского любительского театра и основательница жамберского музея.

## Избранная библиография
- J. E. Purkyně, 1887;
- O vzniku a vývoji náboženství, 1906;
- K odhalení pomníku J. A. Komenského v Kunvaldě, 1910;
- Skřítkové, 1912;
- Dra F. A. Sebrané spisy. Životem, dějinami, přírodou, ed. J. Píč, B. Šmeral, 1924;
- Humanita, ed. J. Píč, 1961.